# Ducado de Richmond
El ducado de Richmond, es un título aristocrático de la Nobleza de  Inglaterra que se ha creado cuatro veces en la historia británica. Ha estado en manos de miembros de las familias reales Tudor y Estuardo.
El actual ducado de Richmond fue creado en el 9 de agosto de 1675 para Carlos Lennox, el hijo ilegítimo del rey Carlos II de Inglaterra con su amante una noble bretona, Luisa de Penancoët de Kérouaille, duquesa de Portsmouth; Carlos Lennox también fue nombrado duque de Lennox un mes después. El Duque de Richmond y Lennox fue creado, además, Duque de Gordon en la dignidad de par del Reino Unido en 1876, lo que significa que el Duque tiene tres ducados -además, es pretendiente, al Ducado francés de Aubigny-sur-Nere.

## Historia
Titulares de dignidad de par de Inglaterra, los duques de Richmond son elevados par de Escocia como duque de Lennox así como duque de Gordon del Reino Unido, también par de Francia de que duque de Aubigny.
El actual titular, exmiembro hereditario de la cámara de los Lores y Lord-Lieutenant del Sussex Occidental, es Charles Gordon-Lennox, 10.º duque de Richmond, quién recibió estos títulos en 1989 cuando murió su padre, Frederick Gordon-Lennox, 9.º duque de Richmond.
Lord Nicholas Gordon-Lennox, embajador británico en España de 1984 hasta 1989, fue hermano del actual duque.
Los duques de Richmond tienen unos títulos subsidiarios, como conde de March, viven en Goodwood House en el Sussex del Oeste en Inglaterra.